# Pelochares congoensis
Pelochares congoensis är en skalbaggsart som beskrevs av Delève 1968. Pelochares congoensis ingår i släktet Pelochares och familjen lerstrandbaggar. Inga underarter finns listade i Catalogue of Life.